# NGC 3530
NGC 3530 este o galaxie lenticulară situată în constelația Ursa Mare. A fost descoperită în 8 aprilie 1793 de către William Herschel. Se află la o distanță de 31,2 de megaparseci de Pământ.